# Doomsday Prophecy – Prophezeiung der Maya
Doomsday Prophecy – Prophezeiung der Maya (Originaltitel Doomsday Prophecy) ist ein kanadischer Katastrophenfilm aus dem Jahr 2011 von Jason Bourque. Der Film wurde in Deutschland erstmals am 27. Januar 2012 veröffentlicht.

## Handlung
FBI-Agent Garcia wird von Dr. Yates zum Schwarzen Meer gerufen. Dieses ist seit einem Erdbeben in der letzten Nacht vollständig verschwunden. Das Team muss nach einem Nachbeben verschwinden, bei dem sich das Schwarze Meer in einen riesigen Canyon verwandelt. In New York City wird Eric Fox von seinem Chef Sam Lovell zu dem selbsternannten Propheten Rupert Crane nach British Columbia geschickt, um dort ein Buch abzuholen. Dort angekommen, muss Eric am Telefon mitanhören, wie Sam mit hunderttausenden anderen Menschen bei einem gewaltigen Erdbeben in Manhattan ums Leben kommt und die Stadt im Erdboden versinkt. Die Welt ist in Panik, denn inzwischen ist auch ganz Italien nach einem Erdbeben im Mittelmeer versunken, und von Seiten der Wissenschaft kommt noch keine Erklärung.
Als Eric in Cranes Haus ankommt, findet er Crane tot auf. Rupert hatte vor seinem Tod auch die Archäologin Brooke Calvin zu sich gerufen. Als Brooke im Haus ankommt, sollen sie sich zusammen mit Eric eine Videoaufnahme von Rupert ansehen. Rupert vererbt Eric einen antiken Stab, mit dem er in die Zukunft sehen kann. Dieser Stab ist aber auch sehr gefährlich. Eric und Brooke müssen eine Gruppe von Moais finden und den Stab zu ihnen bringen, sonst wird in der kommenden Nacht die Welt untergehen. Kurz darauf trifft ein Einsatzkommando des FBI unter der Leitung von Garcia ein. Da Eric und Brooke aber des Mordes an Rupert Crane verdächtigt werden, flüchten die beiden, werden aber fortan vom skrupellosen Agent Henning verfolgt.
Inzwischen hat man festgestellt, dass sich die Erde gefährlich nahe einem Schwarzen Loch nähert und die Erdoberfläche bald vollständig verschoben sein wird. Nachdem Eric und Brooke einem Vulkanausbruch entkommen sind, treffen die beiden auf einem Mann namens John und dessen Enkelin Raven. Die beiden helfen ihnen, werden jedoch von Henning überrascht. Eric gelingt es, bei einem Zweikampf Henning zu töten. Inzwischen hat sich ein riesiger Canyon durch Kanada gezogen. Auf ihrer Suche nach den Moais stellt sich Garcia auf ihre Seite. Es gelingt ihnen, die Moais zu finden und auszugraben. Dann erscheint Garcias Chef, General Slate, und verlangt den Stab. Auch offenbart er Eric, dass Crane sein Vater war. Garcia wird von einem Soldaten angeschossen. Es gelingt Eric und Brooke, die Soldaten außer Gefecht zu setzen und den Stab in den zentralen Moai zu stecken. Plötzlich schießt ein Lichtstrahl in den Himmel, der die Erde umhüllt und so vor dem Schwarzen Loch schützt. General Slate wird bei der Berührung des Stabs zerfetzt. Garcia hat überlebt und zusammen mit Eric und Brooke hören sie sich eine Radioansprache des Amerikanischen Präsidenten an, der die Überlebenden auf der ganzen Welt zum Wiederaufbau auffordert. Wer die Moais erbaute, bleibt ein Rätsel.

## Kritik
Das Lexikon des internationalen Films nannte Doomsday Prophecy einen „[l]ächerliche[n] Katastrophenfilm.“, der „nur Langeweile“ verbreite.